# Département du Dja-et-Lobo
Département du Dja-et-Lobo är ett departement i Kamerun.   Det ligger i regionen Södra regionen, i den södra delen av landet, 200 km sydost om huvudstaden Yaoundé.